# Víctor Urbina
Víctor Urbina – wenezuelski judoka. 
Uczestnik mistrzostw świata w 1979. Wicemistrz igrzysk Ameryki Środkowej i Karaibów w 1978 roku.